# Svartalfheim
În mitologia scandinavă, Svartalfheim este una din cele nouă lumi adăpostite de arborele Yggdrasil (Universul). Svartalfheim este lumea creaturilor mici pe nume pitici.